# Bandera de Albacete

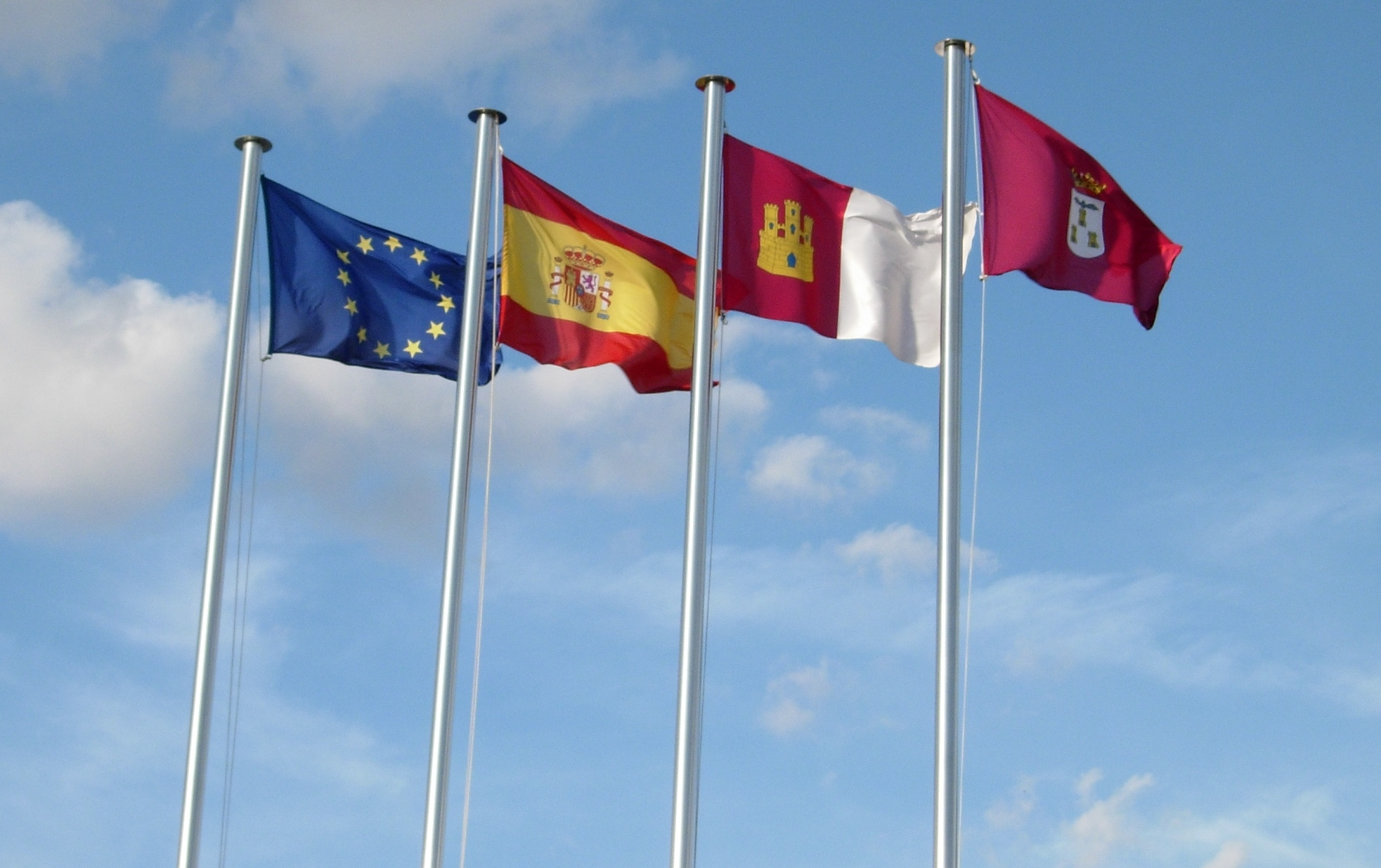
Banderas de la Unión Europea, España, Castilla-La Mancha y Albacete ondeando (colocadas erróneamente, puesto que la de la UE debería ser la última en jerarquía).

La bandera de Albacete es de color carmesí con el escudo de Albacete situado en el centro. 
El escudo está compuesto por tres torres en triángulo surmontadas por un murciélago, sobre plata. Está rematado por una corona de marqués.
Fue adoptada el 30 de abril de 1992 según acuerdo adoptado por el Pleno del Ayuntamiento de Albacete, tras ser otorgada por Orden de la Consejería de Administraciones Públicas de fecha 9 de marzo del mismo año.
En dicha Orden, la bandera de Albacete es descrita así:

lienzo rojo carmesí, dimensiones 90:155 cm. en cuyo centro campará el Escudo de Albacete, conforme a la modificación efectuada por Decreto 137/86, de 30 de diciembre. Las dimensiones del Escudo son de 40 cm. de altura, excluyendo la Corona, y 56 cm. si se incluye, con un ancho de 30 cm.